# طائفة شارقة
طائفة شارقة هي إحدى ممالك الطوائف أسسها ابن يملول عام 1027 وسقطت وأصبحت عاصمة لطائفة طليطلة في عام 1065.